# Zdzisław Oleszek
Zdzisław Oleszek (ur. 3 czerwca 1937, zm. 18 lutego 2016) – polski koszykarz, trener oraz działacz sportowy, prezes Klubu Sportowego Cracovia w latach 1981–1984.

## Życiorys
W latach 50 i 60 XX wieku był koszykarzem Klubu Sportowego Cracovia, następnie pracował jako nauczyciel oraz dyrektor Wydziału Kultury Fizycznej i Turystyki w Krakowie. W latach 1981–1984 piastował funkcję prezesa Klubu Sportowego Cracovia. Został pochowany na cmentarzu Rakowickim (kwatera GA-wsch.-3).

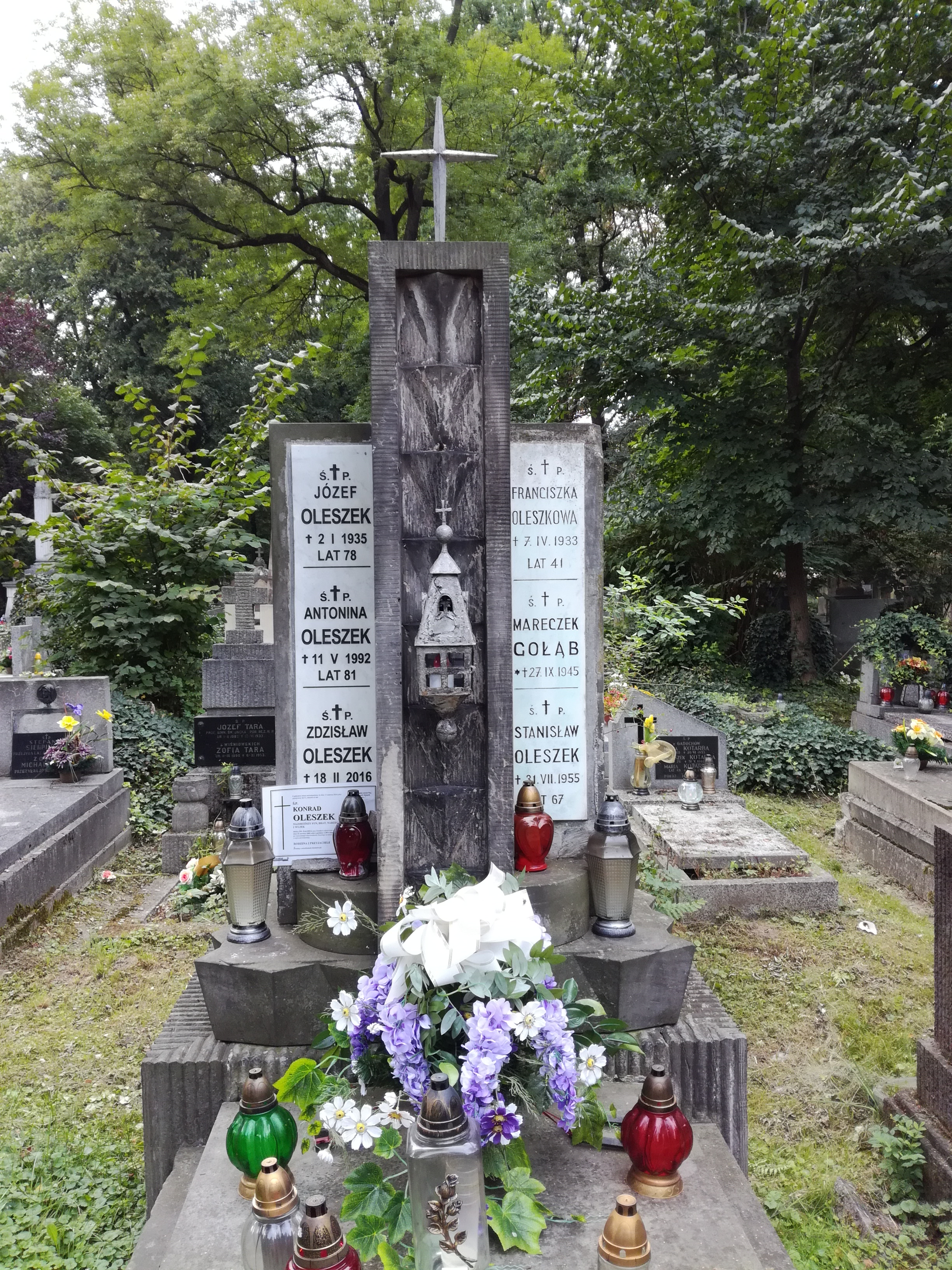
Grób Zdzisława Oleszka na cmentarzu Rakowickim

## Wybrane odznaczenia
- Krzyż Kawalerski Orderu Odrodzenia Polski[1],
- Złoty Krzyż Zasługi[1],
- Srebrny Krzyż Zasługi[1],
- Brązowy Krzyż Zasługi[1]